# Воронино (Опочецкий район)
Воронино — деревня в Опочецком районе Псковской области. Входит в состав Глубоковской волости.
Расположена к северо-западу от озера Каменное, в 28 км к востоку от города Опочка и в 8 км к северу от волостного центра, деревни Глубокое.
Численность населения по состоянию на 2000 год составляла 14 человек.
До 2005 года деревня входила в состав ныне упразднённой Норкинской волости.